# Sukhumi
Sukhumi (abkhaz: Аҟəа, Aqwa que significa «aigua»; georgià: სოხუმი, Sokhumi) és la capital i principal ciutat d'Abkhàzia, estat independent de facto no reconegut internacionalment i reclamat com a república autònoma pertanyent a Geòrgia. Segons el darrer cens (1989), tenia 121.406 habitants, però després de la Guerra d'Abkhàzia, la seva població es reduí notablement arribant a tenir entre 80.000 i 30.000 habitants segons diverses fonts.

## Descripció

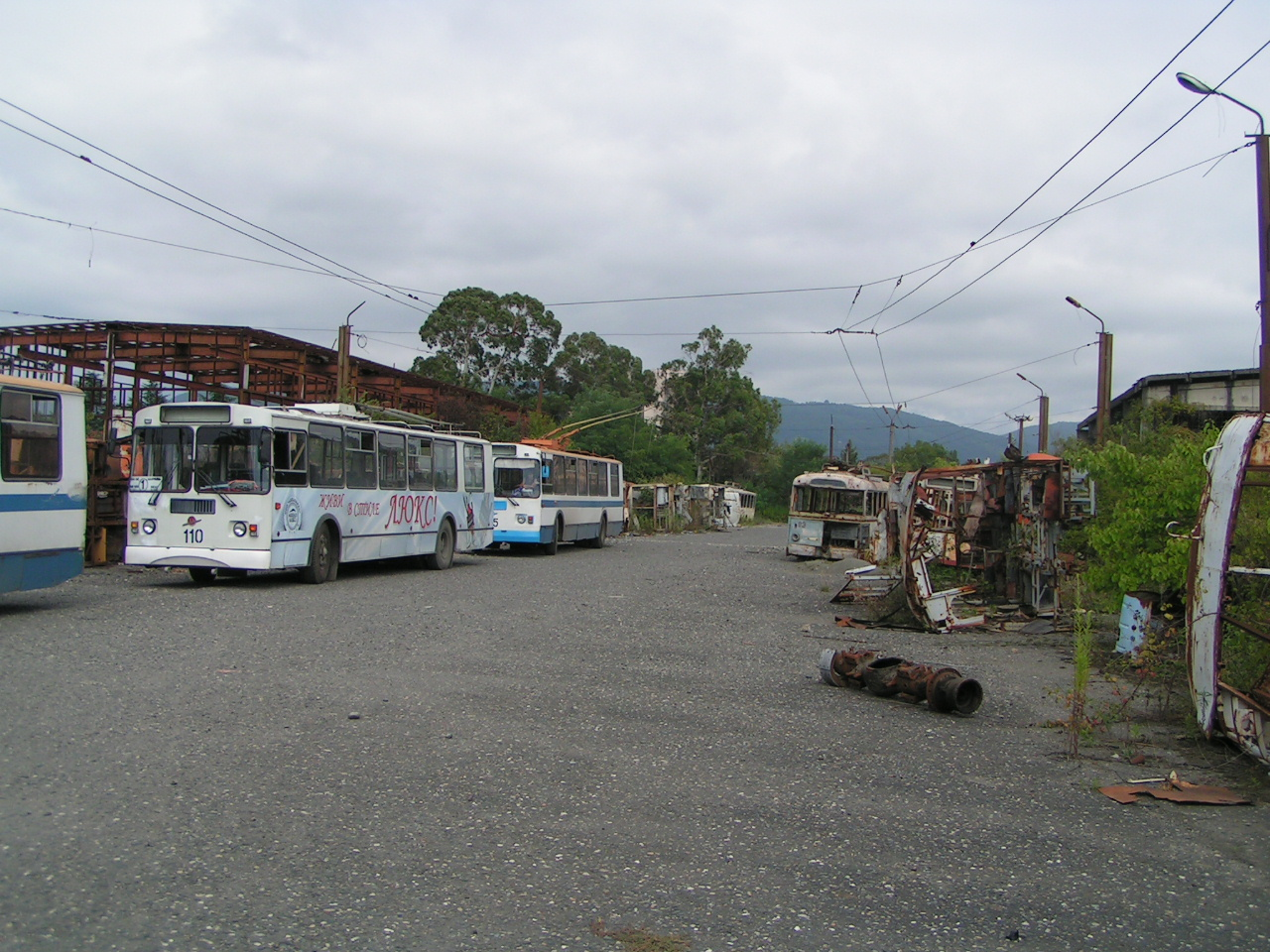
Troleibús a Sukhum

Sukhumi està localitzada en una àmplia badia del mar Negre a l'oest de Geòrgia i serveix com a port, estació ferroviària i lloc de descans. És coneguda per les platges, sanatoris, spas d'aigua mineral i clima semitropical. Posseeix un important aeroport, l'Aeroport Sukhum Dranda. Conté una gran quantitat d'hotels. Posseeix jardins botànics històrics, establerts en 1840. Fins a 1992 era una ciutat multicultural, on es parlaven nou llengües diferents.